# Doutor Deodalto
Deodalto José Ferreira  (Central de Minas, 13 de maio de 1967),  conhecido como Dr. Deodalto, é um político brasileiro, filiado ao Partido Liberal (PL), atualmente é deputado estadual pelo estado do Rio de janeiro.

## Biografia
Se elegeu deputado estadual no Rio de Janeiro em 2014, então pelo PTN, para o mandato 2015–2019.
Em abril de 2015, em polêmica votação, foi um dos parlamentares a votar a favor da nomeação de Domingos Brazão para o Tribunal de Contas do Estado do Rio de Janeiro, nomeação esta muito criticada na época.
Trocou para o DEM durante a janela para troca partidária de 2016, e em outubro daquele ano disputou a eleição municipal de Belford Roxo, perdendo para Waguinho. Não compareceu à votação sobre a privatização da CEDAE. Como membro da Comissão de Normas Internas e Proposições Externas, votou a favor da indicação de Edson Albertassi ao Tribunal de Contas do Estado do Rio de Janeiro. Em 17 de novembro de 2017, se ausentou da votação pela revogação da prisão dos deputados Jorge Picciani, Paulo Melo e Edson Albertassi, denunciados na Operação Cadeia Velha, acusados de integrar esquema criminoso que contava com a participação de agentes públicos dos poderes Executivo e do Legislativo, inclusive do Tribunal de Contas, e de grandes empresários da construção civil e do setor de transporte.
Nas eleições de 2018, Doutor Deodalto foi reeleito deputado estadual para a 12ª legislatura (2019–2023) da Assembleia Legislativa do Estado do Rio de Janeiro (Alerj). No pleito, como candidato do Democratas (DEM), Deodalto obteve 35.991 votos.

## Controvérsias

### Relatório sobre transações bancárias suspeitas
Em dezembro de 2018, veio à tona um relatório de 422 páginas do Conselho de Controle de Atividades Financeiras (Coaf) que havia sido anexado pelo Ministério Público Federal à investigação que origem à Operação Furna da Onça e que ganhou grande repercussão nacional por envolver um ex-assessor parlamentar de Flávio Bolsonaro, filho do presidente Jair Bolsonaro. O documento reúne informações a respeito de operações bancárias de 75 funcionários e ex-servidores da Assembleia Legislativa do Estado do Rio de Janeiro (Alerj) citadas em comunicados sobre transações financeiras suspeitas. As operações suspeitas, que envolvem pessoas que trabalham ou trabalharam em 20 gabinetes de deputados estaduais do Rio de Janeiro de diferentes matizes ideológicas, totalizam mais de R$ 207 milhões.
O relatório do Coaf apontou que funcionários do gabinete de Doutor Deodalto na Alerj movimentaram um total de R$ 16,3 milhões entre janeiro de 2016 e janeiro de 2017. O Ministério Público Federal, em nota, esclareceu que nem todas as movimentações atípicas citadas no documento seriam, necessariamente, ilícitas.